# یوریفکا
یوریفکا (انگلیسی: Yuryevka) یک شهرک در بخش گوبکینسکی استان بلگورود کشور روسیه است.